# Skrivkonst

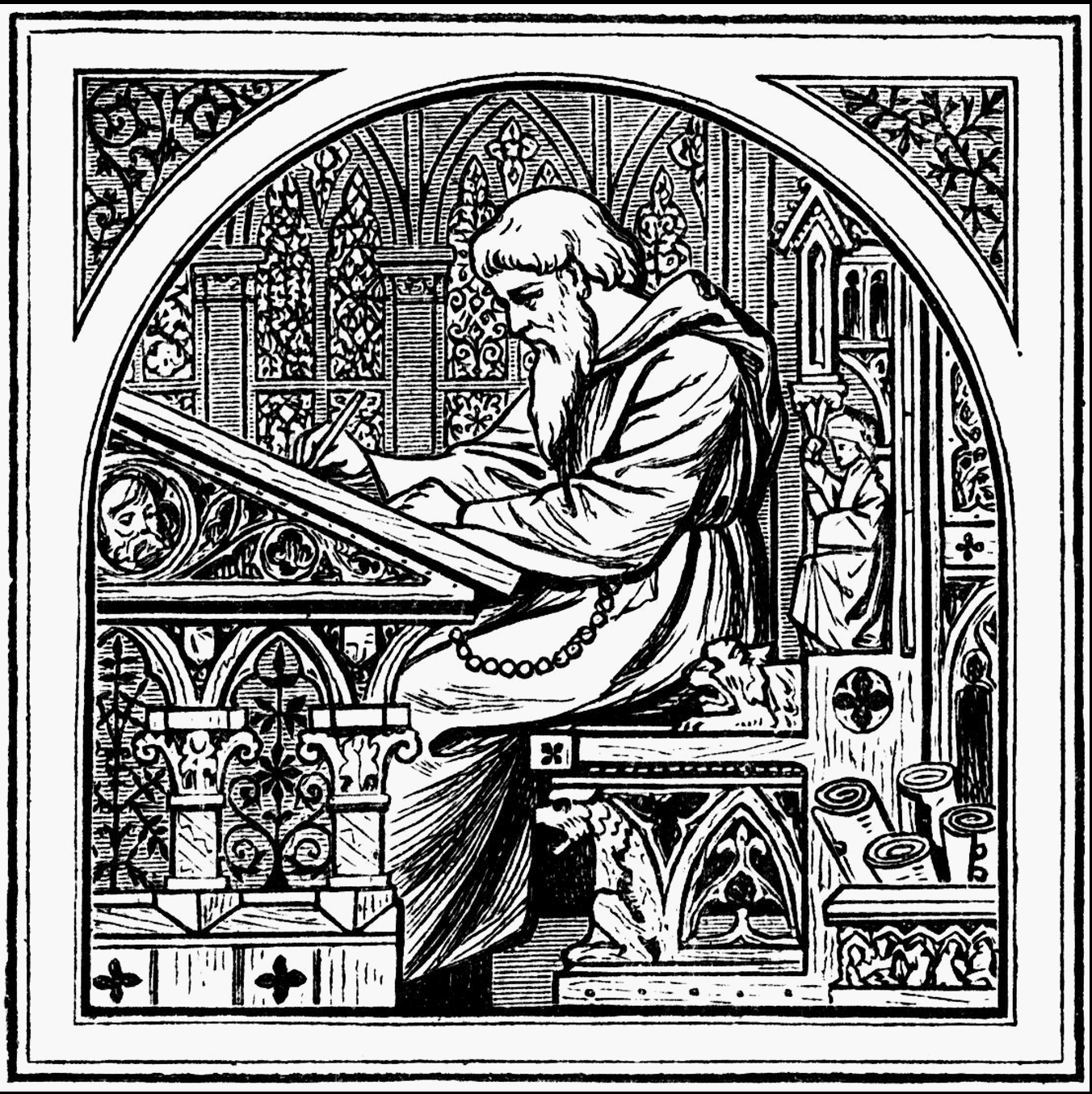
Illustration som föreställer en medeltida kristen skrivare

Skrivkonst kallas mänskliga kulturers förmåga att använda skrift, och är ett språkligt uttryck i textform, genom användandet av ett antal tecken eller symboler (känt som en skrift). Skrivkonsten skiljer sig från illustration, såsom grottmålning och målarkonst, och från osymbolisk bevaring av språk via media utan text, såsom magnetbandsinspelning.
Skrivkonsten är en utveckling av det mänskliga språket över tid och rum. Det började förmodligen som en konsekvens av politisk expansion i de antika kulturerna, som behövde pålitliga medel att förmedla information, bibehålla finansiella redogörelser, behålla historiska insamlingar, och liknande aktiviteter. Runt 4000-talet f.Kr. växte handelns och administrationens komplexitet minnets kraft, och skrivkonsten blev en mer tillförlitlig metod att samla in och presentera transaktioner i en permanent form. I både Mesoamerika och forntida Egypten kan skrivkonsten ha utvecklats genom ett politiskt behov av att samla in historiska och miljömässiga händelser.
Kilskrift är det äldsta kända mänskliga skriftsystemet. Det användes av sumererna i Mesopotamien cirka mellan år 3200 f.Kr. till ca 75 e.Kr. Från samma område finns dock en forma av bildskrift som är 600 år äldre än detta. Tekniken bakom kilskrift är att man i våta lertavlor trycker ner en kilformat spets och på så sätt bildar olika mönster. Kilskriften blev logografisk ungefär 3100 f.Kr. vilket innebar att man med en begränsad uppsättning av symboler, ett 1200-tal, kunde kombinera de viktigaste orden.
Omkring 500 f.Kr. utvecklades i Grekland en fonetisk skrift med konsonanter och vokaler som gjorde det möjligt att med ett 30-tal tecken skriva ner alla ord som människan kan uttala. Se Walter J. Ong. Även matematiken utvecklades genom tack vare skrivspråket. På lertavlor skrivna med kilskrift 2000 f.Kr. finns tabeller med kvadraten (n∙n) på alla tal upp till 59 och kuben (n∙n∙n) på alla tal upp till 32. Sumererna använde ett positionsbaserat talsystem med basen 60 och det lever kvar i våra 60 minuters timmar och 360 graders cirklar. Även de pythagoreiska taltripplarna, a² + b² = c² (där a, b och c är heltal) finns på lertavlor 1000 år före Pythagoras.